# Черниш Денис Олександрович
Денис Олександрович Черниш (нар. 29 червня 1999, Кременчук, Полтавська область, Україна) — український футболіст, півзахисник «Гірник-Спорту».

## Життєпис
У ДЮФЛУ з 2015 по 2016 рік виступав за МФК «Кремінь» та МФК «Кремінь-2». Влітку 2016 року перейшов до «Олімпіка». У сезонах 2016/17 та 2017/18 роках грав за юнацьку команду донеччан, а в першій частині сезону 2018/19 років — за молодіжну команду «олімпійців».
Навесні 2019 року перебрався у «Гірник-Спорт». Дебютував у професіональному футболі 10 серпня 2019 року в програному (0:1) домашньому поєдинку 3-го туру Першої ліги України проти київської «Оболоні». Денис вийшов на поле на 88-ій хвилині, замінивши Євгенія Лозового. Загалом у першій частині сезону 2019/20 років зіграв по 1-му матчі в Першій лізі та кубку України.
Наприкінці серпня 2020 року перейшов у «Кремінь». Дебютував у футболці кременчуцького клубу 4 липня 2020 року в нічийному (1:1) домашньому поєдинку 22-го туру Першої ліги проти луцької «Волині». Черниш вийшов на поле на 62-ій хвилині, замінивши Валерія Курилєха. У літній частині сезону 2019/20 років зіграв 4 матчі, після чого залишив розташування клубу.
Напередодні старту сезону 2020/21 років повкрнувся у «Гірник-Спорт». Дебютував за клуб з Горішніх Плавнів після повернення 5 листопада 2021 року в програному (0:3) домашньому поєдинку 11-го туру Першої ліги проти луцької «Волині». Денис вийшов на поле на 86-ій хвилині, замінивши Сергія Суханова.